# HMS H28
HMS H28 – brytyjski okręt podwodny typu H. Zbudowany w latach 1917–1918 w stoczni Vickers w Barrow-in-Furness, gdzie okręt został wodowany 12 marca 1918 roku. Do służby w Royal Navy został przyjęty 26 czerwca 1918 roku.
HMS H28 należał do serii okrętów typu H ze zmienioną konstrukcją. Po internowaniu części okrętów budowanych na zlecenie w Stanach Zjednoczonych zapadła decyzja o przeniesieniu produkcji do Wielkiej Brytanii. Od początku 1917 roku do końca 1920 roku w stoczniach Vickers, Cammell Laird, Armstrong Whitworth, Beardmore oraz HM Dockyard wybudowano 23 okręty tego typu.
W listopadzie 1918 roku okręt należał do Ósmej Flotylli Okrętów Podwodnych (8th Submarine Flotilla) stacjonującej w Yarmouth
W maju 1929 roku okręt uległ wypadkowi w zderzeniu ze statkiem parowym w Bruges Canal.
18 sierpnia 1944 roku H28 został sprzedany i złomowany w Troon.